# Jednostki Ochotniczej Straży Pożarnej na terenie powiatu wodzisławskiego
Na terenie powiatu wodzisławskiego funkcjonują 33 jednostki Ochotniczych Straży Pożarnych. Aż 20 z nich należy do Krajowego Systemu Ratowniczo - Gaśniczego. Obszar chroniony wynosi ok. 286,9 km², na którym zamieszkuje 156 tys. mieszkańców.
Miasto Wodzisław Śląski:
- OSP Radlin II – (KSRG)
- OSP Zawada – (KSRG)
- OSP Jedłownik
- OSP Kokoszyce
- OSP Turzyczka

Miasto Rydułtowy:
- OSP Rydułtowy – (KSRG)
- OSP Radoszowy

Miasto Radlin:
- OSP Głożyny – (KSRG)
- OSP Biertułtowy – (KSRG)
- ZOSP Koksownia Radlin

Miasto Pszów:
- OSP Pszów – (KSRG)
- OSP Krzyżkowice – (KSRG)

Gmina Marklowice:
- OSP Marklowice – (KSRG)

Gmina Mszana:
- OSP Mszana – (KSRG)
- OSP Gogołowa (KSRG)
- OSP Połomia – (KSRG)

Gmina Godów:
- OSP Gołkowice – (KSRG)
- OSP Skrzyszów – (KSRG)
- OSP Łaziska – (KSRG)
- OSP Godów

Gmina Gorzyce:
- OSP Gorzyce – (KSRG)
- OSP Czyżowice – (KSRG)
- OSP Rogów – (KSRG)
- OSP Olza – (KSRG)
- OSP Turza Śląska
- OSP Bełsznica
- OSP Gorzyczki
- OSP Bluszczów
- OSP Uchylsko

Gmina Lubomia:
- OSP Lubomia – (KSRG)
- OSP Syrynia – (KSRG)
- OSP Nieboczowy
- OSP Buków
- OSP Ligota Tworkowska – samorozwiązanie w 2011 roku z powodu likwidacji wsi (budowa polderu przeciwpowodziowego)

Prezesem Zarządu Powiatowego ZOSP jest dh Zbigniew Radecki.
Komendantem Powiatowym Państwowej Straży Pożarnej jest st. bryg. mgr inż. Jacek Filas